# Caravanserai
Caravanserai — музичний альбом гурту Santana. Виданий 11 жовтня 1972 року лейблом Columbia. Загальна тривалість композицій становить 51:21. Альбом відносять до напрямків джаз, латинський рок, сальса. Альбом досягав першої десятки у хіт-параді Billboard 200.
Караван-сарай ознаменував собою важливий поворотний момент у кар'єрі Карлоса Сантани, оскільки це був відступ від його перших трьох альбомів, які отримали критику. На відміну від попереднього звукового злиття сальси, року та джазу, альбом зосереджувався переважно на інструментальних пасажах, схожих на джаз. Усі треки, крім трьох, були інструментальними. 
Альбом є першим у серії альбомів Сантани, які були відомі своєю зростаючою музичною складністю, що означає відхід від популярного рок-формату ранніх альбомів Сантани до більш споглядального та експериментального джазового звучання.
У гурті було багато змін у складі. Оригінальний бас-гітарист Девід Браун покинув гурт в 1971 році, і його замінив Дуг Раух. Крім того, Том Ратлі грав на акустичному басу на деяких треках, в деяких випадках в парі з електричною бас-гітарою. Кілька інших музикантів зробили свій внесок у цей альбом. На той час Карлосу Сантані та більшості інших музикантів було близько 20-и років, а де-хто був старшим; наприклад, Льюїсу було 32, Хедлі Каліман 40, Перасі 47.
У цей період відносини Сантани з давнім клавішником/вокалістом Греггом Ролі швидко погіршилися (клавішник Том Костер виступив на одній пісні, перш ніж замінив Ролі незабаром після виходу альбому). 
Це також був останній альбом Сантани, де виступив гітарист Ніл Шон, який у наступному році став співзасновником Journey.

## Список пісень
1. «Eternal Caravan of Reincarnation» — 4:28
2. «Waves Within» — 3:54
3. "Look Up " — 3:00
4. «Just in Time to See the Sun» — 2:18
5. «Song of the Wind» — 6:04
6. «All the Love of the Universe» — 7:40
7. «Future Primitive» — 4:12
8. «Stone Flower» — 6:15
9. «La Fuente del Ritmo» — 4:34
10. «Every Step of the Way» — 9:05